# Вероника приятная
Вероника приятная (лат. Veronica amoena) — однолетнее или двулетнее травянистое растение, вид рода Вероника (Veronica) семейства Подорожниковые (Plantaginaceae).

## Распространение и экология
Восточное Закавказье: нижнее течение реки Иори, Мингечаурское водохранилище, окрестности Баку, Прикаспийская низменность, между Кази-Магомед и Нефтечалой; полуостров Мангышлак: центральная часть. Эндемик.
Произрастает на галечниках и на сухих, глинистых, пустынных склонах.

## Ботаническое описание
Стебли высотой 5—8 (до 15) см, простые или в нижней части ветвистые.
Листья мелкие, на коротких черешках, яйцевидные или продолговато-яйцевидные, по краю зубчато-городчатые или пильчато-зубчатые, нижние более глубоко зубчатые, у основания слегка сердцевидные или клиновидные. Прицветные листья продолговато-ланцетные или ланцетные, цельнокрайные, нижние короче верхних.
Цветки в редких верхушечных кистях; цветоножки длиной 7—11 мм, равны, короче или несколько длиннее чашечек; доли чашечки ланцетные или продолговато-ланцетные, острые, почти до основания свободные, длиной 6—10 мм; венчик диаметром 12—16 мм, ярко-синий, у основания белый, превышает чашечку, с тремя округло-яйцевидными, угловатыми лопастями и одной яйцевидной.
Коробочки более менее вздутые, округло-обратносердцевидные, длиной около 4 мм, крепкие, короче чашечки, на верхушке с глубокой узкой выемкой между широкими прямостоячими лопастями. Семена длиной 1—1,5 мм, шириной около 1 мм, продолговатые, бокальчатые или ладьевидно вогнутые, гладкие.

## Таксономия
Вид Вероника приятная входит в род Вероника (Veronica) семейства Подорожниковые (Plantaginaceae) порядка Ясноткоцветные (Lamiales).
|  |                                      |  |                                                             |                                                             |                          |  | ещё 21 семейство (согласно Системе APG II) | ещё 21 семейство (согласно Системе APG II) |                       |  |  |  | ещё от 300 до 500 видов |
|  |                                      |  |                                                             |                                                             |                          |  | ещё 21 семейство (согласно Системе APG II) | ещё 21 семейство (согласно Системе APG II) |                       |  |  |  | ещё от 300 до 500 видов |
|  |                                      |  |                                                             | порядок Ясноткоцветные                                      |                          |  |                                            |                                            | род Вероника          |  |  |  |                         |
|  |                                      |  |                                                             | порядок Ясноткоцветные                                      |                          |  |                                            |                                            | род Вероника          |  |  |  |                         |
|  | отдел Цветковые, или Покрытосеменные |  |                                                             |                                                             | семейство Подорожниковые |  |                                            |                                            | вид Вероника приятная |  |  |  |                         |
|  | отдел Цветковые, или Покрытосеменные |  |                                                             |                                                             | семейство Подорожниковые |  |                                            |                                            |                       |  |  |  |                         |
|  |                                      |  | ещё 44 порядка цветковых растений (согласно Системе APG II) | ещё 44 порядка цветковых растений (согласно Системе APG II) |                          |  |                                            | ещё 90 родов                               | ещё 90 родов          |  |  |  |                         |
|  |                                      |  |                                                             | ещё 44 порядка цветковых растений (согласно Системе APG II) |                          |  |                                            |                                            | ещё 90 родов          |  |  |  |                         |